# Herb gminy Ulan-Majorat
Herb gminy Ulan-Majorat – jeden z symboli gminy Ulan-Majorat, autorstwa Henryka Seroki, ustanowiony 19 kwietnia 2010.

## Wygląd i symbolika
Herb przedstawia na tarczy w polu czerwonym rycerza w hełmie i zbroi srebrnej z mieczem i kuszą złotymi na koniu srebrnym z rzędem błękitnym.